# Haplocheira lendenfeldi
Haplocheira lendenfeldi är en kräftdjursart som beskrevs av Charles Chilton 1884. Haplocheira lendenfeldi ingår i släktet Haplocheira och familjen Aoridae. Inga underarter finns listade i Catalogue of Life.